# 부녀자 (동인)
부녀자(일본어: 腐女子 후조시[*])는 남성의 동성애를 그린 소설이나 만화를 좋아하는 여성을 가리키는 단어이다. 같은 발음의 단어인 부녀자(婦女子)의 부(婦)를 썩었다는 의미의 부(腐)로 바꾼 단어다. 다른 말로는 야오녀라고도 불린다.

## 정의
부녀자는 만화, 애니메이션 등의 2차원 작품, 경우에 따라 연예인 등의 3차원의 남성 사이에 '사랑을 한다면'하고 가정하는 것을 즐기는 동인녀이다. 만화와 애니메이션 시장의 유력한 구매층 가운데 하나이다. BL이라 불리는 장르가 파급되면서, 원작 만화, 애니메이션, 게임이 BL인 작품을 애호하는 여성을 포함하는 단어가 되었다.
일본에서는 나이가 있는 부녀자(腐女子)를 귀부인(貴腐人), 나비부인(汚超腐人: お蝶婦人과 발음이 같다), 마파두부(麻婆豆腐) 등으로 불리는 경우도 있다. 이 명칭은 일본의 2ch 라는 사이트에서 깎아 내리기 위해 사용된 단어였으나 부녀자들도 본인들도 그 의견에 동조하고 자조의 의미를 담게 되었다. 그 명칭이 넓게 퍼진 지금에는, 오타쿠 여성 전부를 일컫는 단어로 사용되는 경우가 많다. 특히 TV 등 미디어의 소위 오타쿠라 불리지 않는 사람에게, 이런 의미로 알려지고 있다.
특히, 남성 동성애물만을 좋아하는 경향을 보이는 경우가 있는데, 부녀자향(腐女子向け) 집사 카페(執事喫茶)의 점원은 대부분 남장을 한 여성이다.
야오녀는 동성애를 다루는 소설, 만화를 좋아하는 여성을 가리키는 단어였지만, 부녀자를 넓은 의미로 사용하는 경우도 늘어나고 있다.
좁은 의미의 부녀자
남성의 동성애를 그린 소설이나 만화를 좋아하는 여성을 가리키는 단어이다. 원래의 의미로써 인터넷상에서 사용빈도가 높아진 경우이다.
넓은 의미의 부녀자
동인녀, 커플링녀(カップリング女) 등, 여성향인 여성 오타쿠를 전반전으로 부르는 말. 이것은 만화·소설 뿐만 아니라, 아이돌 팬층 등에도 사용하는 단어이다. 또는 그러한 사람을 비판하는 단어로써 사용하고 있다. 여론, 인터넷 미디어 등에서 이런 의미로 사용하는 경우도 많다.

## 같이 보기
- BL
- 야오이
- 동성애
- 부남자
- 쇼타콘
- 후죠시 메니페스토

## 동인녀와 관련된 문화 상품
- 이웃집 801양(となりの801ちゃん)
- 현시연(げんしけん)
- 전뇌 야오이 소녀(電脳やおい少女)
- 망상소녀 오타쿠계(妄想少女オタク系 )
- 후단시즘(フダンシズム-腐男子主義- )
- 동인녀그녀(腐女子彼女)
- 해파리공주